# 東城王
東城王（とうじょうおう、生年不詳 - 501年）は百済の第24代王（在位:479年 - 501年）である。『三国史記』によれば、諱を牟大、あるいは摩帝とし、第22代の文周王の弟・昆支の子とする。名と系譜については以下の異説がある。
『南斉書』では牟大とし、牟都（文周王?）の孫とする。『梁書』では牟大とし、余慶（第21代蓋鹵王）の子の牟都（文周王?）の子とする 。また、牟都を牟大の転訛と見る説もある。ただし『三国史記』百済本紀・東城王紀末文では、古記に基づいて牟都という王はいないこと、牟大（東城王）は蓋鹵王の孫であり蓋鹵王を牟都とは言わないことを挙げ、『南斉書』の記述に対して疑義を唱えている。『日本書紀』では、蓋鹵王の弟で日本に来ていた昆支の第二子の末多（また）とする。『三国遺事』王暦では、名を牟大または摩帝とし、先代の三斤王の堂弟（父方の従弟）とする。子に武寧王。

## 即位まで
『三国史記』では三斤王が479年11月に死去したので王位についたとするだけであるが、『日本書紀』雄略天皇23年（479年）4月条では、「百済文斤王（三斤王）が急死したため、当時人質として日本に滞在していた昆支王の5人の子供のなかで、第2子の末多王が幼少ながら聡明だったので、天皇は筑紫の軍士500人を付けて末多王を百済に帰国させ、王位につけて東城王とした」と記されている。
公州丹芝里古墳群の横穴墓を5世紀末に東城王を護衛して百済に渡った倭人軍士の墓とみる見解もある（出土物のなかに倭系の須恵器とみられるものがある）。

## 治世
王位につくと直ちに、文周王を暗殺させた解仇の反乱を収めた真老を徳率（4等官）から兵官佐平（1等官）に昇進させ、内外の統帥権を委任した。また、首都熊津（忠清南道公州市）の在地勢力である燕氏、沙氏を重用して既存の政治体制を改革しようとした。対外的には、高句麗の長寿王が北朝だけではなく南朝にも朝貢して爵号を得たことを聞き、百済からも南朝斉に朝貢して冊封体制下に入ったが、高句麗の得た爵号に対しては評価の低いものに留まった。新羅との同盟（羅済同盟）を結ぶための使者の派遣も行っており、493年には通婚を要請して、新羅からは伊飡（2等官）の娘が嫁いできた。翌494年には高句麗が新羅を攻めたところに救援を送って高句麗兵を退け、さらに495年には高句麗に侵入された際には新羅から救援が来て高句麗兵を退けている。このように新羅との同盟で高句麗に対抗する姿勢をとっていたが、501年7月には新羅に対しても警戒して炭峴に城柵を築いた。498年8月には、耽羅（済州島）が貢賦を納めなくなったので親征のために武珍州（現在の光州広域市）に赴いた。これを聞いて耽羅は使者を送ってきて謝罪し、以後は百済に服属したとみられる。
倭国との関係では、東城王の即位以前に起きた二度にわたる百済と高句麗の戦い（455年と475年）において、古くからの同盟国であるにもかかわらず倭国が百済を支援しなかったことを背景に東城王は倭国に対しては非友好的な態度を取っている。
王権と国力の回復に努め、外征にも成果を挙げた東城王であったが、在位の晩年には暗君と化した。499年に大旱魃が起こって国民が餓えたが、国倉を開いて民に施そうとするのを許さず、漢山（京畿道広州市）の民2千人が高句麗領に逃亡した。それにも拘らず500年には王宮の東に高さ5丈もの臨流閣を築き、池を掘り珍しい鳥を飼うなどの贅沢にふけり、諫言をする臣下を遠ざけた。さらに同年にも旱魃があったが、側近とともに臨流閣で一晩中の宴会をするなどしていた。こうした状況のなかで501年11月、衛士佐平の苩加の放った刺客に刺され、12月に死去した。諡されて、東城王という。諡された百済王は初めてであった。

## 東城王の王妃の出自
朝鮮古代史学者の盧重国、金鉉球、洪性和（朝鮮語: 홍성화、建国大学）、金起燮（朝鮮語: 김기섭、公州大学）など韓国の研究者たちは、百済の第18代の王・腆支王の王妃である八須夫人は倭人だったと主張しており、関連して、金鉉球などは、昆支王、東城王、武寧王の王妃も倭人であり、倭国王家が政策的に婚姻させたと主張している。

## 登場作品

### テレビドラマ
- 帝王の娘 スベクヒャン（2013-2014年・MBC）演：チョン・チャン